# Baza
Baza és un municipi de la província de Granada. Dialectalment és conegut per ser l'únic que zezeja quan els municipis del voltant siseixen. És molt conegut per les seves restes arqueològiques romanes, i sobretot, per la Dama de Baza. També és un dels municipis més extensos d'Andalusia i està format per les següents unitats de població:
| Unitat poblacional                         | Hab.              |
| ------------------------------------------ | ----------------- |
| Baúl Baza La Jamula Río de Baza Benacebada | 181 22482 37 2 16 |

- Font: INE. (2007)

## Origen etimològic
Baza prové del nom que li van posar els romans a la ciutat, "Basti", pel que sembla continuació del nom amb què era coneguda en època ibèrica, ja que era cabdal de la regió antiga "Bastetània" o "Bastitania". Els àrabs van transformar el nom en "medina Bastha" o "Batza" com la va escriure Abd -el- Aziz a l'incloure Basti entre les ciutats conquistades.

## Demografia
| 1787 | 1842  | 1860  | 1877  | 1887  | 1897  | 1900  | 1910  | 1920  | 1930  | 1940  | 1950  | 1960  | 1970  | 1981  | 1991  | 1996  | 2001  | 2004  | 2005  |
| ---- | ----- | ----- | ----- | ----- | ----- | ----- | ----- | ----- | ----- | ----- | ----- | ----- | ----- | ----- | ----- | ----- | ----- | ----- | ----- |
| 7740 | 10433 | 13625 | 12973 | 11918 | 11914 | 12749 | 15988 | 15933 | 17506 | 20588 | 23642 | 20686 | 20199 | 20896 | 20519 | 20685 | 21808 | 21600 | 22220 |

## Alcaldes de Baza
Per ordre cronològic, del segle XX i XXI:
- Restauració borbònica
  - Francisco de Paula Morcillo Fernández (?-1907)
  - Manuel Camacho González (1907)
  - Nicolás López de Hierro y Martín Montijano (1907)
  - Antonio Santaolalla Tauste (1907)
  - Nicolás López de Hierro y Martín Montijano (1907)
  - José Funes Yagües (1907-1909)
  - Manuel Santaolalla Tauste (1909-1910)
  - Juan Pedro Morcillo Fernández (1910)
  - Manuel Santaolalla Tauste (1910-1913)
  - Luis Morcillo Fernández (1913)
  - Luis Grisolía Barroeta (1913-1914)
  - Nicolás López de Hierro y Martín Montijano (1914)
  - Antonio Martínez Bonillo (1914-1915)
  - Luis Grisolía Barroeta (1915-1916)
  - Manuel García García (1916-1917)
  - Vicente Alcón Nomdedeu (1917)
  - Manuel García García (1917-1919)
  - Nicolás López de Hierro y Martín Montijano (1919-1923)
  - Alonso García García (1923-1923)
- Dictadura de Primo de Rivera
  - Manuel Jimenez Navas (1923-1924)
  - Servando Segura Fernández (1924-1928)
  - Jesús Domínguez Valdivieso (1928-1930)
- 'Crisi de la Restauració borbónica '
  - Francisco Laiglesia Santaolalla (1930-1931)
- Segona República
  - José Funes Navarrete (1931-1932)
  - Francisco Morcillo González (1932-1933).
- Franquisme
  - Antonio Navarro Santaolalla (1951-1955)
  - Jesús Domínguez Valdivieso (1956-1966)
  - Fernando Martos Mateos (1966-1969)
  - Julián Ferre Ferre (1969-1974).
- Transició
  - Luis Morcillo Vita (1974-1979)
- Monarquia Parlamentària
  - Diego Hurtado Gallardo (1979-1985)
  - Antonio Martínez Martínez (1985-1987)
  - Diego Hurtado Gallardo (1987-1995)
  - Manuel Urquiza Maldonado (1995-1999)
  - Antonio Martínez Martínez (1999-2007)
  - Pedro Fernández Peñalver (Des de 2007)

## Personatges il·lustres
- Al-Qalassadí, matemàtic andalusí (s.XIV)